# Dichromodes obtusata
Dichromodes obtusata là một loài bướm đêm thuộc họ Geometridae. Nó được tìm thấy ở Úc.